# Asura arenaria
Asura arenaria är en fjärilsart som beskrevs av Rothschild 1913. Asura arenaria ingår i släktet Asura och familjen björnspinnare. Inga underarter finns listade i Catalogue of Life.